# Route départementale 9 (Haute-Vienne)
Pour les articles homonymes, voir Route départementale 9.
La route départementale RD 9 abrégée en D9 est une route départementale de la Haute-Vienne, qui relie la N 141 à la limite de la Charente.
Elle continue sous le nom de D 82 dans le département de la Charente